# Uzbekistan Super League 2021
Die Uzbekistan Super League 2021 war die 30. Spielzeit der höchsten usbekischen Fußballliga. Organisiert wurde die Liga durch die Oʻzbekiston Futbol Federatsiyasi. Titelverteidiger war Paxtakor Taschkent. Die Saison startete mit dem ersten Spieltag am 9. März 2021 und endete mit dem letzten Spieltag am 27. November 2021.

## Mannschaften
| Verein                | Stadt     | Heimstadion              | Kapazität |
| --------------------- | --------- | ------------------------ | --------- |
| AGMK                  | Olmaliq   | AGMK-Stadion             | 12.000    |
| FK Andijon            | Andijon   | Soghlom Avlod Stadium    | 18.360    |
| Bunyodkor Taschkent   | Taschkent | Bunyodkor-Stadion        | 34.000    |
| Qoʻqon 1912           | Kokand    | Kokand-Stadion           | 10.500    |
| Lokomotiv Taschkent   | Taschkent | Lokomotiv-Stadion        | 8000      |
| FK Mashʼal Muborak    | Muborak   | Bahrom-Vafoyev-Stadion   | 10.500    |
| Metallurg Bekobod     | Bekobod   | Metallurg-Stadion        | 15.000    |
| Nasaf Karschi         | Qarshi    | Qarshi Markaziy Stadioni | 16.000    |
| Navbahor Namangan     | Namangan  | Markaziy Stadion         | 22.000    |
| Paxtakor Taschkent    | Taschkent | Paxtakor-Zentral-Stadion | 35.000    |
| Qizilqum Zarafshon    | Zarafshon | Yoshlar-Stadion          | 12.500    |
| FK Soʻgʻdiyona Jizzax | Jizzax    | Sogdiana-Stadion         | 11.650    |
| Surkhon Termez        | Termiz    | Alpamish Stadium         | 6000      |
| FK Turon Yaypan       | Yaypan    | Uzbekistan Stadium       | 5000      |

## Tabelle
Stand: Saisonende 2021
| Pl. | Verein                     | Sp. | S  | U  | N  | Tore    | Diff. | Punkte |
| --- | -------------------------- | --- | -- | -- | -- | ------- | ----- | ------ |
| 1.  | Paxtakor Taschkent (M) (P) | 26  | 19 | 3  | 4  | 051:180 | +33   | 60     |
| 2.  | FK Soʻgʻdiyona Jizzax      | 26  | 12 | 11 | 3  | 028:180 | +10   | 47     |
| 3.  | FK Olmaliq                 | 26  | 13 | 8  | 5  | 034:250 | +9    | 47     |
| 4.  | Nasaf Karschi              | 26  | 13 | 6  | 7  | 042:240 | +18   | 45     |
| 5.  | Bunyodkor Taschkent        | 26  | 13 | 6  | 7  | 043:300 | +13   | 45     |
| 6.  | Navbahor Namangan          | 26  | 10 | 9  | 7  | 023:190 | +4    | 39     |
| 7.  | Lokomotiv Taschkent        | 26  | 11 | 6  | 9  | 037:320 | +5    | 39     |
| 8.  | Qoʻqon 1912                | 26  | 9  | 9  | 8  | 037:360 | +1    | 36     |
| 9.  | Qizilqum Zarafshon         | 26  | 7  | 10 | 9  | 026:290 | −3    | 31     |
| 10. | Surkhon Termez             | 26  | 7  | 4  | 15 | 017:430 | −26   | 25     |
| 11. | Metallurg Bekobod          | 26  | 8  | 1  | 17 | 022:350 | −13   | 25     |
| 12. | FK Mashʼal Muborak         | 26  | 5  | 8  | 13 | 021:350 | −14   | 23     |
| 13. | FK Andijon                 | 26  | 4  | 7  | 15 | 022:410 | −19   | 19     |
| 14. | FK Turon Yaypan            | 26  | 3  | 8  | 15 | 016:370 | −21   | 17     |

| Zum Saisonende 2021: |
| Meister und Qualifikation die Gruppenphase des AFC Champions League Qualifikation die Gruppenphase des AFC Cup Qualifikation für das Relegationsspiel Abstieg in die zweite Liga |

| Zum Saisonende 2020: |                                                 |
| (M)                  | Amtierender Meister 2020: Paxtakor Taschkent    |
| (P)                  | Amtierende Pokalsieger 2020: Paxtakor Taschkent |

### Relegationsspiel
| Datum                         |                     | Ergebnis |                    |
| ----------------------------- | ------------------- | -------- | ------------------ |
| 2. Dezember 2021 um 16:00 Uhr | FK Olympic Tashkent | 3:0      | FK Mashʼal Muborak |

## Torschützenliste
Stand: Saisonende 2021
| Platz | Spieler                  | Mannschaft            | Tore |
| ----- | ------------------------ | --------------------- | ---- |
| 1.    | Dragan Ćeran             | Paxtakor Taschkent    | 16   |
| 2.    | Temurkhuja Abdukholiqov  | Lokomotiv Taschkent   | 14   |
| 3.    | Husayin Norchayev        | Nasaf Karschi         | 13   |
| 4.    | Shokhruz Norkhonov       | FK Soʻgʻdiyona Jizzax | 10   |
| 5.    | Elgudscha Grigalaschwili | Qizilqum Zarafshon    | 9    |
| 5.    | Khursid Giyosov          | Bunyodkor Taschkent   | 9    |
| 7.    | Sherzod Temirov          | Paxtakor Taschkent    | 8    |
| 7.    | Khursid Giyosov          | Bunyodkor Taschkent   | 8    |
| 7.    | Azizbek Amanov           | Lokomotiv Taschkent   | 8    |
| 10.   | Marko Stanojević         | Nasaf Karschi         | 6    |
| 10.   | Farrukh Ikromov          | Bunyodkor Taschkent   | 6    |
| 10.   | Ibrahim Tomiwa           | Bunyodkor Taschkent   | 6    |
| 10.   | Martin Boakye            | FK Andijon/FK Olmaliq | 6    |
| 10.   | Oleksandr Kasyan         | FK Olmaliq            | 6    |